# 19019 Санфлауер
19019 Санфлауер (19019 Sunflower) — астероїд головного поясу, відкритий 17 вересня 2000 року.
Тіссеранів параметр щодо Юпітера — 3,415.